# هیستوریا آیروزولیمایتانه اکسپدیتیونیس
هیستوریا آیروزولیمایتانه اِکسپدیتیونیس (به لاتین: Historia Hierosolymitanae expeditionis) نوشتهٔ آلبرت آخنی، وقایع‌نگار ژرمنی، است. اگرچه او هیچ‌گاه در لشکرکشی به سوی سرزمین‌های شرقی شرکت نکرد اما حکایت‌های مفصل و دقیقی از رویدادها ارائه کرده‌است. خاستگاه وی شهر آخن آلمان است. از زمان دقیق تولد و شرح حال وی اطلاع چندانی وجود ندارد جز آن که وی مدتی متولی خزانه شهر آخن بوده و در فاصله بین سال‌های ۱۱۱۹ تا ۱۱۵۰ میلادی همچنان در قید حیات بوده و به احتمال زیاد در این دوره تاریخش را نوشته است. بنا به نظر رانسیمان، رابرت آخنی مقارن با سال ۱۱۲۵-۱۱۳۰ به نگارش هیستوریا اهتمام ورزیده است. اثر او شامل رخدادهایی از شورای کلرمون تا سال ۱۱۲۱ میلادی است که بارها به‌عنوان منبعی برای وقایع‌نامه‌هایی نظیر هیستوریا ویلیام صوری مورد استفاده قرار گرفت. همچنین نام او به‌عنوان تاریخ‌نگار و صاحب اثر یاد شده تا پیش از قرن چهاردهم میلادی مطرح نبود اما با کشف یکی از نسخه‌های قدیمی کتاب در شهر آخن که دربردارنده نام او به‌عنوان صاحب اثر بود، مؤلف آن مشخص شد. اگرچه او هیچ‌گاه در لشکرکشی به سوی سرزمین‌های شرقی شرکت نکرد اما حکایت‌های مفصل و دقیقی از رویدادها ارائه کرده‌است.